# Galerie Véro-Dodat
La galería Véro-Dodat es un pasaje cubierto situado en el I Distrito de París.

## Situación y acceso
Se encuentra entre la calle Jean-Jacques-Rousseau al este y la calle del Bouloi al oeste. Está catalogada como monumento histórico desde el 9 de junio de 1965.
La estación de metro Palacio Real - Museo de Louvre.se halla próxima.

## Descripción
El pasaje está dispuesto de tal manera que da una ilusión de profundidad por la trama diagonal de las baldosas blancas y negras, por el techo bajo decorado con pinturas de paisajes donde no está acristalado y por la alineación de las tiendas en un estricto plano horizontal. La ornamentación evoca el tema del comercio.
Las entradas a la galería son arcos jónicos cerrados por barandillas metálicas. Las entradas están coronadas por un balcón.
La fachada de la galería sobre la calle del Bouloi está decorada con dos estatuas en nichos, que representan a Hermès, dios del comercio, con su casco alado y un caduceo en la mano, y el Sátiro en reposo según Praxiteles.

## Origen del nombre
La galería lleva el nombre de los promotores Benoît Véro y el financiero Dodat, que la abrieron en 1826.

## Historia
La construcción de este pasaje es característica de las operaciones inmobiliarias especulativas de la Restauración. En 1826, dos inversores, el carnicero Benoît Véro y el financiero Dodat, hicieron construir este pasaje entre las calles del Bouloi y Jean-Jacques-Rousseau, entre el Palais-Royal y Les Halles. Ofrecía un agradable atajo entre estos dos concurridos lugares y fue rápidamente adoptado por el público (la calle du Colonel-Driant no se abrió hasta 1915).
La Galería Véro-Dodat, de estilo neoclásico, debe su animación y reputación a la presencia de las Messageries Laffitte y Gaillard, situadas a la entrada del pasaje en la calle Jean-Jacques-Rousseau. Los viajeros que esperaban sus diligencias se paseaban por las tiendas de moda y contribuyeron en gran parte al éxito de este pasaje. El impresor Aubert, editor de Le Charivari y La Caricature, también se instaló allí y expuso a los caricaturistas más famosos de la época. Luego fue la trágica Rachel la que ocupó un piso en el pasaje entre 1838 y 1842. También parece haber vivido en el pasaje de los Panoramas en la misma época (1838 a 1842).
El Segundo Imperio y la desaparición de las Messageries iniciaron el declive de la galería. Relativamente ignorada, la galería Véro-Dodat es, sin embargo, una de las más encantadoras de París y cuenta con varios atractivos, además de su elegante arquitectura, como galerías de arte contemporáneo o tiendas de decoración o muebles antiguos.
La galería Véro-Dodat está catalogada como monumento histórico desde el 9 de junio de 1965. Entonces se propuso su clasificación, y a pesar del acuerdo de la Comisión Superior de Monumentos Históricos del 18 de mayo de 1998, la copropiedad rechazó su clasificación. Se restauró por completo en 1997.

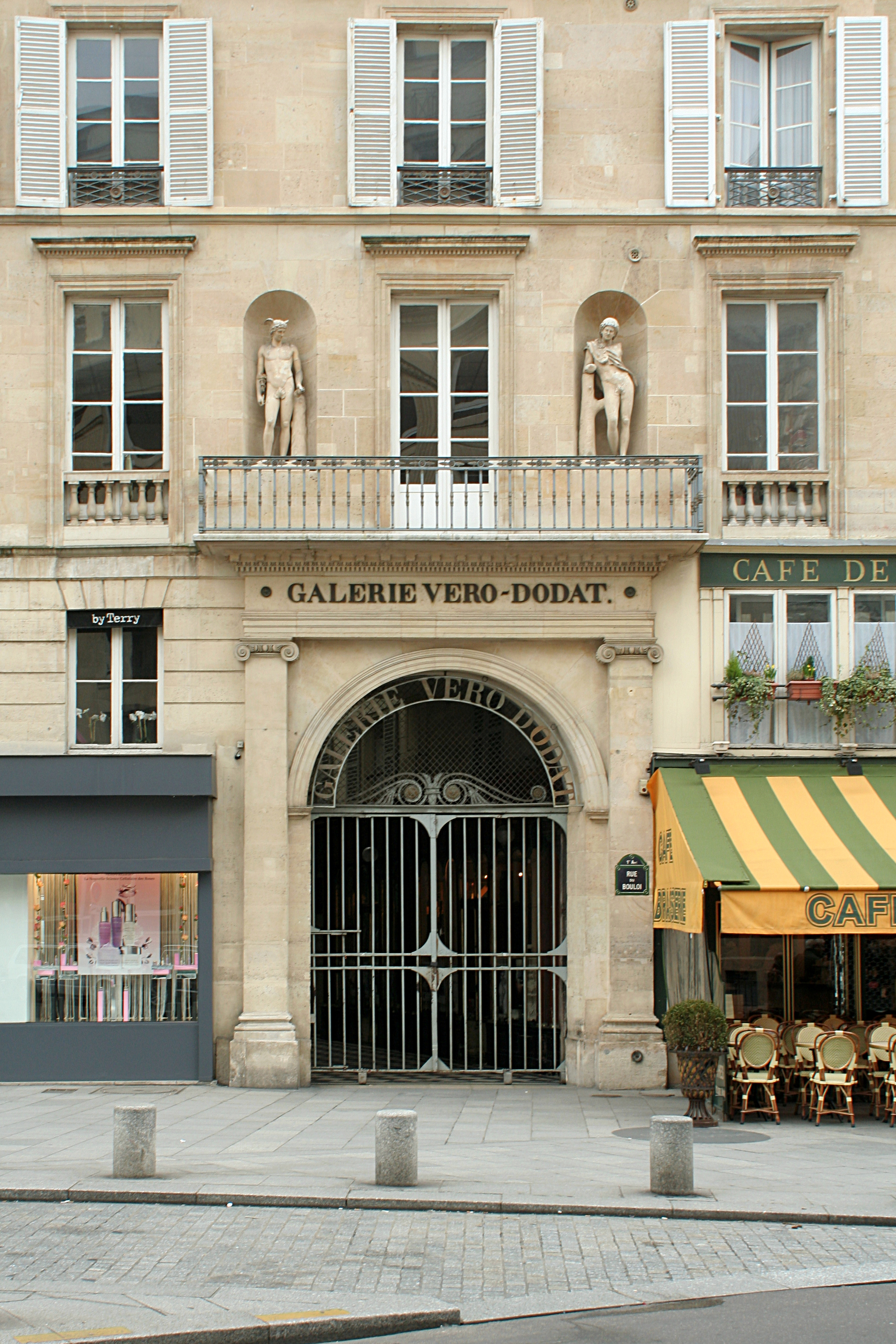
Entrada
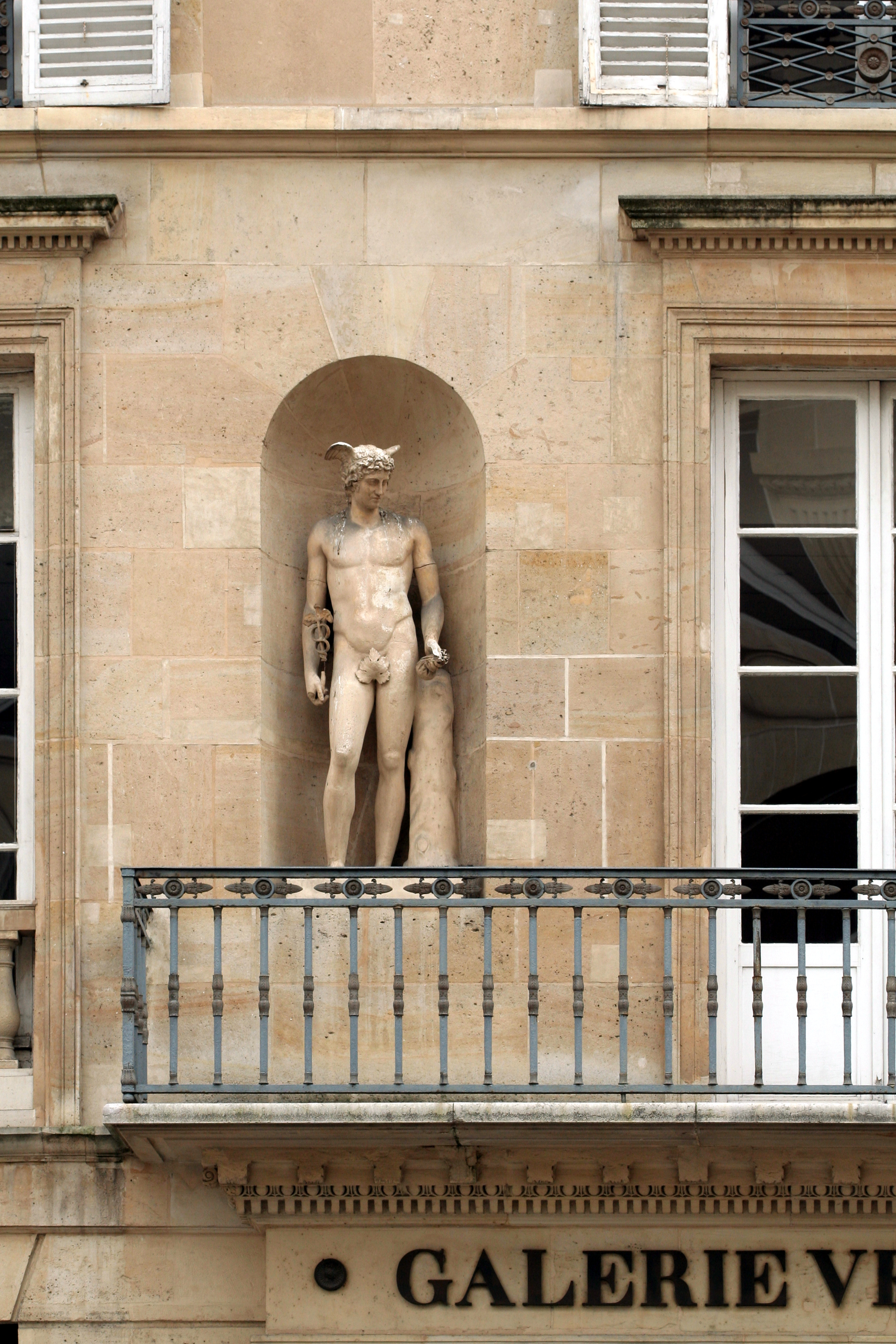
Estatua de Hermès
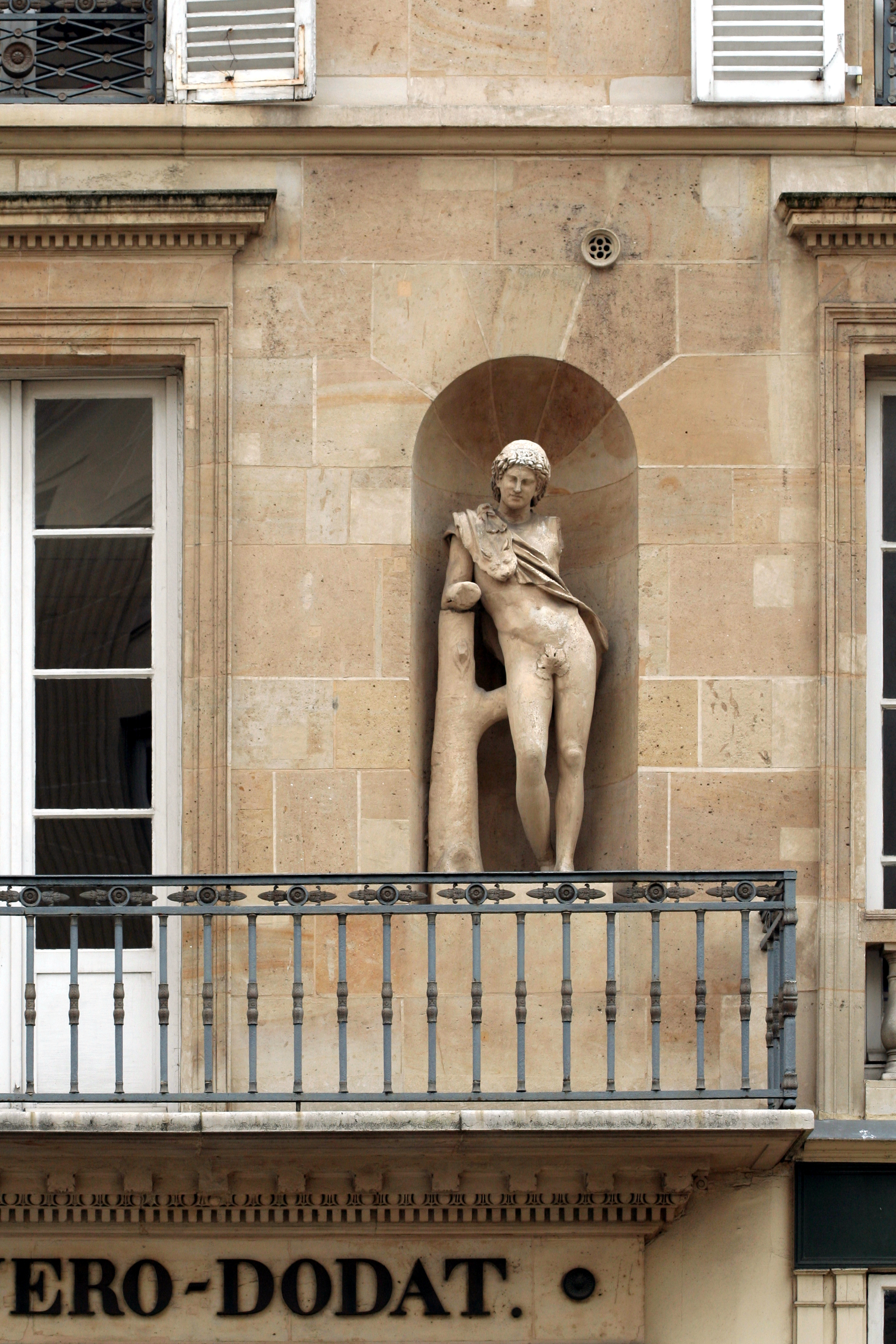
Estatua del Sátiro en reposo

Se sitúa en proximidad del Museo del Louvre y del Palais-Royal. En la entrada de la calle Jean-Jacques Rousseau se encuentra la tienda-taller del diseñador de calzado Christian Louboutin.